# GAU-12 Equalizer
General Dynamics GAU-12/U Equalizer — п'ятиствольна 25 мм роторна гармата створена за схемою Гатлінга. GAU-12/U використовується у США, Італії та Іспанії, які встановлюють зброю на свої літаки, наприклад, AV-8B Harrier II, ганшипи, наприклад, Lockheed AC-130 та на наземну техніку.

## Розробка
П'ятиствольна гармата 'Equalizer' була розроблена наприкінці 1970-х. Конструкція базується на механізмах гармати GAU-8/A Avenger, але створена під набій NATO калібру 25 мм. Гармата GAU-12/U приводиться у дію електромотором потужністю 15 к.с. (11 кВт) або у зовнішніх установках які приводяться у дію пневматичною системою. Швидкострільність гармати складає 3600 пострілів за хвилину, з максимальною швидкострільністю 4200 пострілів за хвилину. Для використання у ганшипах AC-130, швидкострільність зменшено до 1800 пострілів за хвилину для збереження боєкомплекту і зменшення зносу стволів.

## Використання

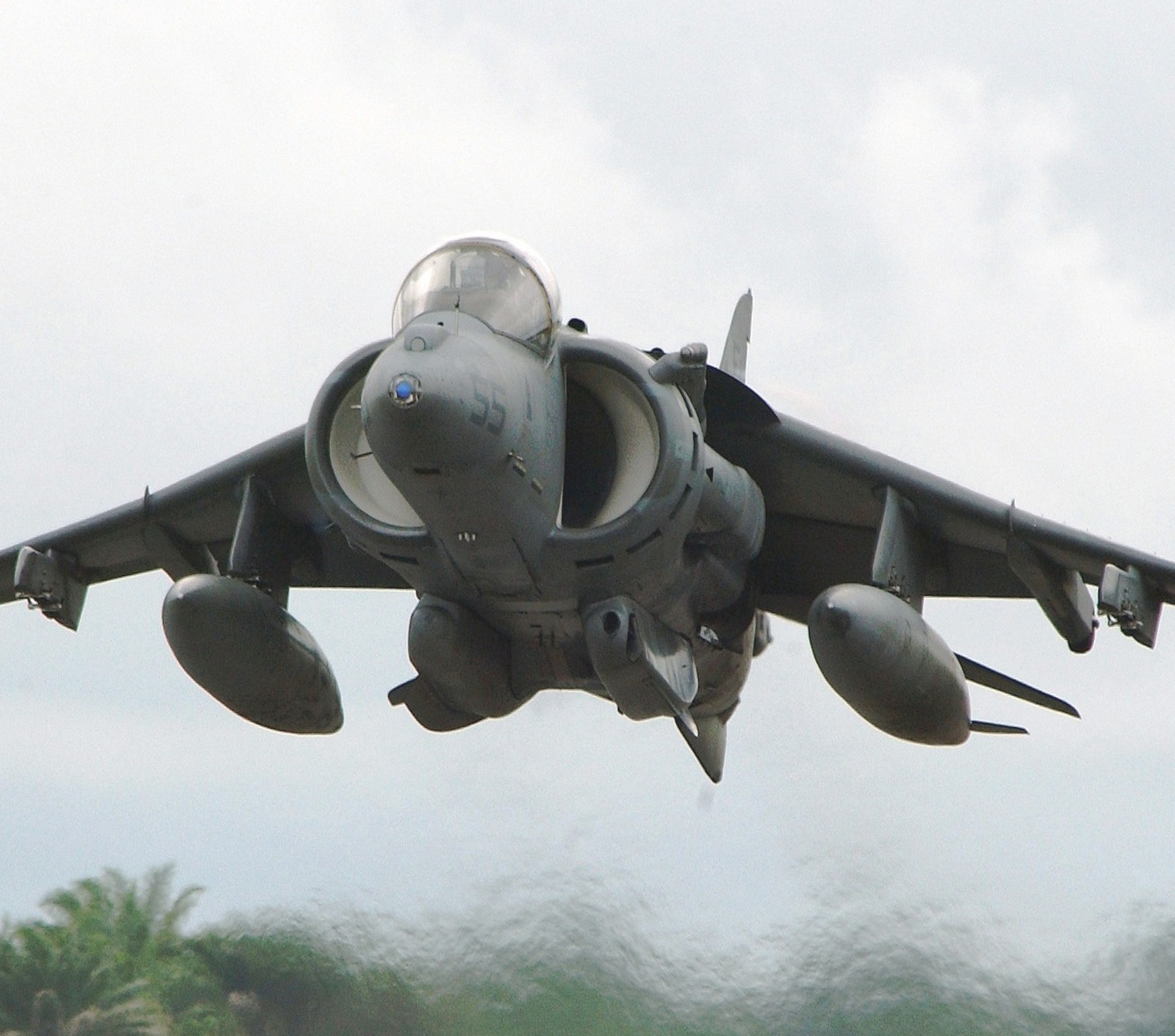
ЛВЗП (літак вертикального зльоту-посадки) AV-8 Harrier II; у двох гондолах під фюзеляжем розташовані гармати (лівий борт, видимі отвори) і боєкомплект (правий борт).

Поточне використання гармати Equalizer це літак AV-8 Harrier IIs корпусу морської піхоти США, у італійському та іспанському флотах. Harrier II несе систему Equalizer у двох підфюзеляжних гондолах, гармата розташована на лівому борту і 300 снарядів у правій гондолі, які подаються мостом у кормовій частині гондол де також знаходиться привід гармати. Загальна вага установки, разом з системою подачі порожніх гільз до магазина, становить 410 кг порожній та 560 кг споряджена.
Королівські ВПС та ВПС флоту не встановлювали Equalizer на свої Harrier GR7 та GR9. Британія планували використовувати пару гармат ADEN 25 (боєприпаси такі самі як і у GAU-12/U, але вона створена на базі гармати ADEN 30 мм). Розробку було скасовано у 1999 після появи проблем з розробкою, тому британські Harrier GR7/9 залишалися без гарматного озброєння до їхнього списання.
Гармата Equalizer також встановлена на ганшип AC-130U Spooky, гармата встановлена на лівому борту, а також вона встановлена на зенітній установці корпусу морської піхоти LAV-AD. Іншим варіантом використання гармати GAU-12/U, було встановлення її на ударний вертоліт AH-1 Cobra.
Гармата Equalizer також використовували як основу для гармати Sea Vulcan 25, гарматна башта встановлена на корабель для самооборони, але не в якості зенітно-ракетного комплексу, тому що гармата не була автоматичною і не мала радарного відстеження. Гармата наводилася вручну за допомогою цифрового прицілу та системи керування вогнем. Sea Vulcan мала гвинтовий барабанний магазин на 540 набоїв, у алюмінієвій башті, яку можна було відкрити однією викруткою і основну гармату. Унікальною відмінністю системи було те, що гармата не залежала від енергетичної установки корабля; гармата і магазин мали живлення від пневмоприводу потужністю 3,000 psi (206,8 бар), а привід башти від подвійного свинцево-кислотного акумулятора.
Гармата була альтернативою звичайним палубним кулеметам і гарматам та використовувалася для більшої точності з лазерним далекоміром Mk 24. Гармату розробляли у середині 1980-х як дешевий засіб захисту для кораблів які були менше за фрегати або корвети, або патрульні катери, але не була прийнята на службу.
GAU-12 була використана як основне озброєння на літаку Rutan ARES.

### GAU-22/A
Гармата GAU-22/A  є подальшою розробкою GAU-12/U, яка мала чотири ствола і створювалася для літака F-35 Lightning II. Версія літака для наземного базування буде нести гармату усередині, у той час як версії зі скороченим зльотом та палубна мають підвісні гарматні гондоли. Основною відмінністю GAU-22/A є наявність чотирьох стволів, на відміну від п'ятиствольної GAU-12/U. GAU-22/A легша, має зменшену швидкострільність у 3300 пострілів за хвилину і покращену точність у 1,4 мілірадіани у порівнянні з GAU-12.  Ця система проходить посилене тестування і кваліфікацію. Зброя виробляється компанією General Dynamics Захисні та Тактичні системи.

## Специфікація (GAU-12)
- Тип: П'ятиствольна роторна гармата
- Калібр: 25 мм (0,98 дюймів)
- Привід: електричний
- Довжина: 2,11 м
- Вага (повна): 122 кг
- Темп вогню: 3600–4200 пострілів за хвилину
- Дулова швидкість: (ОФС) 1040 м/с; (ББ) 1000 м/с
- Вага снаряда: (ОФС) 184 г; (ББ) 215 г
- Дулова енергія: (ОФС) 99500 Дж; (ББ) 107500 Дж